# Science-Fiction-Jahr 1926
Übersicht

◄◄ | ◄ | 1922 | 1923 | 1924 | 1925 | Science-Fiction-Jahr 1926 | 1927 | 1928 | 1929 | 1930 | ► | ►►

Weitere Ereignisse

## Neuerscheinungen Filme
| Deutscher Titel         | Deutschsprachiges Erscheinungsjahr | Originaltitel    | Regie                                | Anmerkungen |
| ----------------------- | ---------------------------------- | ---------------- | ------------------------------------ | --- |
| Das perfekte Restaurant |                                    | He Done His Best | Charles R. Bowers & Harold L. Muller | Bowers war einer der zu Unrecht vergessenen Stummfilmkomiker und Tricktechniker in den USA. Er baut im Film ein voll automatisiertes Restaurant, das er über eine Schalttafel steuern konnte. |

## Geboren
- Lino Aldani († 2009)
- Genrich Altow († 1998)
- Poul Anderson († 2001)
- Eberhardt del’Antonio († 1997)
- Ángel Arango († 2013)
- Janet Asimov, mit bürgerlichem Namen Janet O. Jeppson († 2019)
- Oles Berdnyk († 2003)
- Howard Berk
- Klaus Beuchler († 1992)
- Rosel George Brown († 1967)
- Kay Cicellis († 2001)
- Edmund Cooper († 1982)
- Richard Cowper alias John Middleton Murry, Jr. alias Colin Murry († 2002)
- Constantin Cublesan
- John Dalmas, Pseudonym von John Robert Jones († 2017)
- Herbert Erdmann († 1996)
- Ludmilla Freiová
- Herbert Friedrich
- Richard Funk
- Phyllis Gotlieb († 2009)
- Dieter Hasselblatt, Eigenname von Peter Zweydorn († 1997)
- Richard Hey († 2004)
- Christopher Hodder-Williams († 1995)
- Shin’ichi Hoshi († 1997)
- Richard Matheson schrieb mit Die seltsame Geschichte des Mr. C. die Vorlage zum Film Die unglaubliche Geschichte des Mister C. († 2013)
- Anne McCaffrey († 2011)
- Gilda Musa († 1999)
- Josef Nesvadba († 2005)
- Frank M. Robinson († 2014)
- William Rotsler († 1997)
- Hilbert Schenck († 2013)
- Thomas N. Scortia († 1986)
- Robert Tralins († 2010)
- Per Wahlöö († 1975)
- William Walling